# Người Si La
Người Si La, còn gọi là Cú Dé Xử, Khà Pé, là một dân tộc cư trú ở bắc Lào và bắc Việt Nam.
Tại Việt Nam người Si La được công nhận là một trong số 54 dân tộc tại Việt Nam, có số dân theo Điều tra dân số năm 2019 là 909 người.
Người Si La nói tiếng Si La, là một ngôn ngữ của thuộc ngữ tộc Tạng-Miến trong ngữ hệ Hán-Tạng.

## Dân số và địa bàn cư trú
Sắc tộc Si La hiện có khoảng 709 người  sống chủ yếu tại tỉnh Lai Châu (530 người, khoảng 75%), thuộc miền bắc Việt Nam. Đa số những người này sống tại hai bản Seo Hay, Sì Thâu Chải thuộc huyện Mường Tè, tỉnh Lai Châu. Ngoài ra, có khoảng 1.800 người Si La sống tại Lào. Sau khi bản Sì Thâu Chải di dời do công trình thủy điện Lai Châu, người Si La tại đây đã di cư đến bản Nậm Sin thuộc Mường Nhé.
Theo Tổng điều tra dân số và nhà ở năm 2009, người Si La ở Việt Nam có dân số 709 người, có mặt tại 17 trên tổng số 63 tỉnh, thành phố. Người Si La cư trú tập trung tại các tỉnh: 
Lai Châu (530 người, chiếm 74,75% tổng số người Si La tại Việt Nam), 
Điện Biên (148 người, chiếm 20,87% tổng số người Si La tại Việt Nam), 
các tỉnh khác mỗi tỉnh có không quá 10 người.

## Ngôn ngữ
Người Si La nói tiếng Si La, là một ngôn ngữ của thuộc ngữ tộc Tạng-Miến trong ngữ hệ Hán-Tạng. Tiếng Si La có quan hệ gần gũi với tiếng Hà Nhì.

## Sinh hoạt
Người Si La sống bằng nghề trồng lúa, làm nương ngô. Họ vỡ đất ở sườn núi và bìa rừng để trồng trọt.
Khoảng vài thập niên gần đây, người Si La học trồng thêm lúa nước. Mặc dầu nông nghiệp đóng vai trò chính nhưng săn bắn và hái lượm vẫn giữ vai trò quan trọng trong cuộc sống.
Nhìn chung, mức sống của người Si La còn thấp. Tình trạng thiếu ăn khá phổ biến. Bệnh thường gặp là bướu cổ và sốt rét. Do tử suất cao nên tổng dân số thấp.

## Phong tục
Cộng đồng
Người Si La có nhiều dòng họ. Quan hệ họ hàng rất khắng khít. Trưởng tộc của một chi họ là người đàn ông cao tuổi nhất. Người này giữ vai trò lãnh đạo, có trách nhiệm tổ chức các sinh hoạt chung cho họ mình. Ngoài trưởng tộc, người Si La có thầy mo.
Hôn nhân
Lễ cưới của người Si La
Người Si La thực hiện hôn nhân một vợ một chồng và ngoại hôn dòng họ. Con cô con cậu được phép kết hôn, nhưng phải cách ba đời. Luật tục chấp nhận hôn nhân giữa con dì con già, nhưng không cho phép "hôn nhân nối dây", không chấp nhận ly hôn, nhưng cho phép tái hôn đối với những người góa bụa.
Người Si La có hai hình thức cư trú sau khi kết hôn. Thông thường, sau lễ cưới, nàng dâu cư trú tại nhà chồng. Nhưng cùng có trường hợp ở rể (thường diễn ra đối với rể út). Thời gian ở rể có thể từ 1 - 2 năm đến 7 - 8 năm nhưng không ở rể đời. Trường hợp nhà gái không có con trai thì chàng rể sau khi hết hạn ở rể vẫn tách hộ ở riêng, làm nhà sát nhà bố mẹ vợ để tiện trông nom chăm sóc.
Mùa cưới của người Si La cũng giống như nhiều tộc người khác, thường được tổ chức vào tháng 11, 12 âm lịch, đây là thời điểm nông nhàn, cũng là thời điểm sửa sang nhà cửa để chuẩn bị đón năm mới và dựng vợ, gả chồng cho con cái. Theo phong tục của người Si La, trai, gái từ 14 - 15 tuổi trở lên đã được coi là người lớn và bắt đầu quá trình tìm hiểu, xây dựng gia đình.
Về lễ cưới, trước ngày cưới, gia đình nhà trai làm cơm mời ông mối là người già có uy tín trong bản về giúp đỡ gia đình. Trong lễ dạm hỏi (Nó tè dẹ), ông mối là người thay mặt cho gia đình nhà trai đến thưa chuyện, bàn bạc các công việc liên quan đến đám cưới với họ nhà gái như: ngày đẹp để tổ chức lễ cưới, giờ đẹp để đón dâu, những lễ vật mà nhà gái yêu cầu nhà trai đáp ứng.
Lễ cưới được diễn ra trong hai ngày, ngày thứ nhất như đã hẹn trước, chị hoặc em gái của chú rể sẽ đến nhà cô gái thật sớm ngỏ lời xin dâu. Ngày hôm sau, ngay từ sáng sớm, nhà chú rể đã nhộn nhịp người đến. Ông mối cũng có mặt giúp gia đình chú rể chuẩn bị lễ vật, thực hiện các nghi lễ theo phong tục truyền thống của dân tộc mình. Đồ lễ chuẩn bị cho lễ cưới gồm 1 con gà, 2 bát gạo nếp, 2 quả trứng, 1 chai rượu, 1 bát nước, 1 cái cân tiểu li, 1 chiếc vòng cổ và 5 đồng bạc. Đến giờ đẹp đã định trước, từ sáng sớm (trước khi gà gáy), chị hoặc em gái của chú rể sẽ sang nhà gái xin dâu và được mẹ hoặc chị dâu của cô gái dắt tay cô gái ra cửa, trao cho các cô gái của gia đình nhà trai. Sau đó, em gái hoặc chị gái chú rể cùng bạn bè của cô dâu đến đưa cô dâu đi từ biệt xóm làng. Từ biệt xong, đoàn đưa cô dâu vào rừng để làm lễ nhập họ nhà trai.
Sáng tinh mơ, từ rừng trở về, mọi người đi thành hàng ngang, cô dâu đi giữa đến cửa nhà trai thì dừng lại. Lúc này, thầy cúng bảo chú rể và mẹ chú rể chuẩn bị lễ cúng gồm 1 con gà nướng, 1 quả trứng luộc, 1 gói xôi, 1 bát nước lã, 1 cái thìa để báo cáo với tổ tiên. Ông thầy cúng nói: "Hỡi tổ tiên, hôm nay ngày lành tháng tốt, gia đình ta chính thức nhận thêm một thành viên mới, từ nay sẽ là dâu của nhà mình, mong tổ tiên phù hộ và chứng giám".
Khi về đến nhà trai, cô dâu và mọi người trong đoàn phải ngồi ngoài hiên chờ mẹ chồng lấy trang phục mới để cô dâu thay. Lúc này, trưởng tộc ngồi cạnh bếp thiêng ở trong nhà sẽ làm lễ báo tổ tiên, thông báo là gia đình sẽ có thêm thành viên mới. Sau đó, mẹ chú rể mang 1 vòng cổ, 1 vòng tay và 1 bộ váy áo mới ra cho cô dâu. Mẹ chú rể đeo vòng tay, vòng cổ cho cô dâu. Những người phụ nữ quay lại xung quanh cô dâu, che cho cô dâu mặc bộ áo mới, quấn tóc và đội khăn lên đầu cho cô dâu ngay trước cửa nhà.
Sau khi cúng xong, trưởng tộc trao trứng gà luộc và xôi cho chú rể để thực hiện các thủ tục, nghi thức trước sự chứng kiến của tổ tiên và mọi người trong gia tộc. Chú rể từ trong nhà bước ra, tay cầm xôi, tay cầm trứng, hai tay bắt chéo nhau chạm vào tay cô dâu. Cô dâu đứng ở ngoài cửa cũng bắt chéo hai tay trong lúc nhận. Lúc này, đôi vợ chồng trẻ phải cùng ăn hết xôi và trứng ngay tại cửa trước sự chứng kiến của tổ tiên và mọi người trong họ. Nghi thức này thể hiện sự chung thủy trong tình yêu của đôi vợ chồng trẻ trước sự chứng kiến của mọi người.
Trong nhà, mọi người tham dự lễ cưới ngồi xung quanh mâm, thầy cúng xé thịt gà cho cô dâu ăn và nói: "Bây giờ mày đã chính thức làm dâu nhà họ này, kể từ nay mày phải nghe theo…", rồi thầy cúng quay sang nói với mọi người: "Thủ tục đã xong, hai đứa đã chính thức là vợ chồng, chúng ta hãy cùng nhau ăn uống và nhảy múa". Thầy cúng vừa dứt lời, tất cả những người có mặt trong lễ cưới liền kéo tay cô dâu, chú rể ra khoảng sân rộng trước cửa nhà, cùng nhau hát và nhảy múa. Đối với người Si La, trong đám cưới không thể thiếu những bài hát chúc phúc và cả những điệu múa vui nhộn, điều này làm cho đám cưới không chỉ mang ý nghĩa mừng vui cho hai gia đình, cho đôi vợ chồng trẻ, mà còn thực sự là một nét sinh hoạt văn hóa mang tính chất cộng đồng. Những điệu múa đặc sắc và mang đậm dấu ấn văn hóa tộc người Si La.
Tập quán sinh đẻ của người Si La
Trước khi đẻ, phụ nữ Si La phải kiêng khem nhiều thứ, chủ yếu là kiêng ăn uống, phụ nữ sinh con ở trong nhà và đẻ ngồi. Nhau thai được đựng trong ống nứa, phủ một lớp tro bếp lên trên, đựng ở góc bếp cho đến ngày đặt tên. Hai ba ngày sau khi sinh, người ta đặt tên cho đứa trẻ. Bố mẹ thường mời người già trong bản tới đặt tên cho con để mong con cái được sống lâu, sống thọ giống như họ. Sau khi đặt tên, bà già lấy lá chuối bịt ống đựng rau lại, nếu con trai buộc chín lạt, nếu con gái thì 7 lạt. Ba ngày sau khi đặt tên phải cúng hồn cho trẻ nhỏ.  Đồng bào có cách đặt tên riêng, nam giới có tên đệm là "Chà", nữ giới có tên đệm là "Có". Khi xưng danh, người ta quen gọi liền cả tên đệm lẫn tên chính như : Chà Xóa, Chà Thái, Có Ché, Có Dớ

Tang ma của người Si La
Người Si La coi trọng việc tắm rửa sạch sẽ cho người đã khuất, trước khi đưa họ về thế giới bên kia đoàn tụ với tổ tiên, họ dùng một loại cỏ xua đi những gì xấu xa ở cõi trần."Rửa chân tay không phải lấy khăn rửa đâu, có một loại cỏ thường dùng gọi là a hé. Rửa qua đi, có lý là rửa những tật xấu ở dưới này, để không mang tật xấu vào thế giới kia, con cái cũng được yên ổn".  Sau khi khâm liệm xong, gia đình làm thịt lợn để cúng hồn ma cho người chết và xin phép làm nhà mồ, chỉ khi nào làm xong nhà mồ người ta mới đào huyệt bên trong. Huyệt bao giờ cũng đặt ở phía dưới bản và không quá xa bản. Đồng bào không có khái niệm về một nghĩa địa chung, nhưng có những quy định liên quan đến đất chôn. Nghĩa địa hay mồ mả đều được gọi chung là á cạ. Người Si La để mộ của những người cùng họ gần nhau và kiêng đặt mộ ở xen giữa mộ của những người khác họ.  Nghi thức chọn đất cũng khá đơn giản, người ta chỉ mang theo một cục than và một cái cuốc. Chọn được đất ưng ý thì cuốc một nhát rồi để cuốc và cục than lại, coi như mảnh đất đã được chọn. Sáng hôm sau, bà con trong bản bắt đầu giúp làm nhà táng trên đất đã được chọn. Huyệt được đào bên trong nhà táng. Quan tài được làm bằng cây gỗ bổ đôi khoét rỗng. Người Si La không có tục cải táng hay tảo mộ, trong vòng 3 năm đầu sau khi chôn, con cái thường xuyên đi thăm mộ cha mẹ. Xưa kia, người Si La thường để người chết trong nhà từ 3 - 5 ngày, nhưng nay theo nếp sống mới họ không để quá 24 giờ.::Nhuộm răng
Người Si La có phong tục đàn ông nhuộm răng đỏ, đàn bà nhuộm răng vàng. Tuy nhiên, hiện nay đa số người Si La không nhuộm răng.
Kiêng cữ
Người Si La rất coi trọng thờ cúng tổ tiên với lòng tin rằng ở thế giới bên kia tổ tiên sẽ phù hộ và che chở cho con cháu. Nhà nào cũng có bàn thờ nhưng chỉ thờ bố mẹ đã khuất. Từ đời ông bà trở lên được thờ ở nhà người trưởng họ. Nếu bố mẹ còn sống, con cái không được tách ra ở riêng, dù đã có vợ con, vì không thể chia bàn thờ được. Muốn có bàn thờ phải có chén thờ lấy từ chén cúng cơm cho bố mẹ trong những ngày làm ma bố mẹ. Có bao nhiêu con trai người ta cúng bấy nhiêu chén và để tất cả lên bàn thờ. Đến khi cần chia nhà, anh em mỗi người lấy một trong những chén ấy để làm bàn thờ của mình. Người Si La chỉ cúng tổ tiên vào dịp lễ tết, cơm mới và vào dịp cưới xin của con cháu.
Nhà cửa
Người Si La ở nhà gỗ.
Trang phục
Trang phục của phụ nữ Si La khá cầu kỳ. Mảng áo trước ngực áo may bằng vải khác màu với áo và được gắn đầy những đồng xu bạc, xu nhôm. Khăn đội đầu của phụ nữ khác nhau theo lứa tuổi. Các cô thường đeo chiếc túi bằng dây rừng, được trang trí những tơ chỉ đỏ sặc sỡ.
Dân ca dân tộc Si La
Các bài dân ca được người Si La sáng tác trong quá trình sinh sống và lao động sản xuất không ngừng hoàn thiện, trải qua sự phát triển lâu dài nó hình thành như một nét văn hóa tất yếu và độc đáo, mang nét văn hóa riêng biệt so với các dân tộc khác. Các bài hát dân ca đa dạng về loại hình, chia thành các thể loại như: Thơ ca lao động sản xuất; Thơ ca nghi lễ phong tục, gồm có hát trong đám tang, hát mừng nhà mới, hát trong lễ cưới; Thơ ca sinh hoạt, gồm có hát ru, hát giao duyên, hát vui chơi.
Các thể loại bài hát của dân tộc Si La trong động sản xuất mang tính giáo dục, đức tính về sự cần cù, chịu khó. Các bài hát trong lao động tương đối phong phú, có những bài hát đặc tả về tập quán canh tác lúa, từ khâu đi tìm đất đến khi thu hoạch và đem lúa về nhà; những bài hát dăn dạy nhau trong lao động… Với những bài hát rất dễ thuộc như vậy nên từ những người già đến trẻ em đều có thể hát được.  
Hát trong lao động sản xuất (giá cố mề i ệ í lạ thê ệ): Với bài hát này, người nghe có thể cảm nhận được sự thôi thúc, thúc giục nhau trong việc làm nương  rẫy… Với ngôn từ dễ thuộc, tiết tấu nhanh, dứt khoát rất dễ tạo cảm hứng cho người hát nên người Si La rất hay hát bài hát này, có thể một người hát, cũng có thể nhiều người cùng hát.  
"Làm nhanh nhanh, làm nhanh nhanh
Đi tìm nương đi, đi tìm nương nhanh đi
Đi phát nương đi, phát nương nhanh đi
Khô nương rồi, khô nương rồi
Đi đốt đi, đốt nhanh nhanh đi
Đi dọn nương đi, dọn nhanh nhanh đi
Đi chọn lúa đi, chọn nhanh nhanh đi
Đi tra hạt đi, tra hạt nhanh nhanh đi
Mọc lên rồi, mọc lên rồi
Nhổ cỏ nhanh đi, nhổ cỏ nhanh nhanh đi
Lúa chín rồi, lúa chín rồi
Gặt lúa đi, gặt lúa nhanh nhanh đi
Vác lúa đi, vác lúa nhanh nhanh đi
Để thành đống đi, thành đống nhanh nhanh đi
Đập lúa đi, đập lúa nhanh nhanh đi
Đeo thóc đi, đeo nhanh nhanh đi
Nhập vào nhanh đi, nhập nhanh nhanh đi
Có kho thóc rồi, có kho thóc rồi…".
Hát đi nương (Giá cố ạ dịa i là thê): Đây là bài hát về tầm quan trọng của lao động sản xuất, về việc học hỏi kinh nghiệm lẫn nhau, giúp đỡ lẫn nhau trong làm nương làm rẫy…
Người Si La có cả một hệ thống các bài hát gắn với các phong tục tập quán của dân tộc như phong tục tang ma, phong tục cưới xin… Đây là những bài hát mang tính cộng đồng với nhiều người cùng tham gia hát. Trong đám cưới, họ hát để chúc mừng cho gia chủ, chúc mừng cho cô dâu chú rể sống hạnh phúc, và chúc sức khoẻ những người đến dự lễ cưới đó. Trong đám tang người Si La hát tập thể kết hợp với múa để tỏ lòng an ủi, chia sẻ những người đến dự với tang chủ quên đi sự đau buồn, tiễn đưa người quá cố về nơi an giấc.
Hát trong tang lễ  "Sí gố ạ nệ ệ ồ là sò sò ồ vì ệ":
"Các con các cháu, anh chị em xòe theo lễ tang
Không buồn không khóc cho vui những người buồn
Người đã khuất rồi vui vẻ không buồn
Người trong gia đình không được buồn để cùng anh em vui đêm nay…".

Thơ ca sinh hoạt
Thơ ca sinh hoạt là thể loại bài hát phong phú nhất với nhiều nội dung khác nhau, mang nhiều âm sắc tình cảm thân thiết như những bài hát ru, hát giao duyên, hát đồng giao…
- Hát ru (dè ví ì thịa), người Si La có rất nhiều những bài hát ru tuỳ thuộc vào đối tượng hát, có thể là bố mẹ hát ru con, có thể là anh chị hát ru em… Trong các bài hát ru thường thể hiện tình yêu thương của người hát đối với con trẻ, mong muốn con lớn lên trưởng thành và nhớ đến bố mẹ như uống nước phải nhớ lấy nguồn…
"Con quý của bố mẹ ơi con quý
Bố mẹ không chăm sóc được nhiều con khắc lớn lên
Bố mẹ không cõng, không bế cho con lớn nhanh
Bố mẹ bế con nhiều quá con lớn lên bố mẹ thương con lắm
Bố mẹ cõng nhiều quá, bế nhiều quá sau này lớn lên con có nhớ không
Con quý ơi con quý
Ngủ nhanh nhanh, ngủ nhanh cho chóng lớn".
- Hát giao duyên (Dè khà dè mi à mạ í lạ thê phụa):  là hình thức hát giữa những người nam nữ thanh niên trao đổi tình cảm với nhau. Qua lời ca tiếng hát của mình để bày tỏ tình cảm với người yêu. Các chàng trai, cô gái người Si La có thể hát đối đáp với nhau trong những bối cảnh khác nhau như khi lên nương trồng lúa trồng ngô, khi đi chơi chợ hoặc đi chơi ngày Tết…
"Người đẹp nhất là người yêu mình
Mình yêu lắm không sao bỏ được
Lúc nào cũng nhớ cũng yêu
Số mình hợp sẽ xây dựng với nhau
Ông trời đã nhất trí mình đến với nhau
Mình sẽ xây dựng gia đình thật sự
Xây dựng hạnh phúc dài lâu
Xây dựng gia đình thật yên ấm
Cho nhanh có con cháu nhiều
Yêu người trong bản mình không đi đâu nữa
Lúc nào cũng nhớ đến nhau
Không bao giờ xa nhau được
Người đẹp nhất là người mình yêu
Sẽ không cho gặp với người khác
Chỉ là người yêu thật sự của anh…".
Bên gái hát:
"Yêu anh thật sự em cũng nhớ anh lắm
Đi đâu em cũng nhớ đến anh
Em muốn xây dựng gia đình với anh
Anh có thực sự muốn xây dựng với em không
Em về nhà anh có cho em xấu hổ không
Để xấu hổ người ta em sẽ không về
Anh thật sự có muốn lấy em không
Anh thật lòng em cũng sẽ nhận lời
Cả đời mình sẽ cùng với nhau
Mình xây dựng gia đình chỉ có một lần thôi
Không để người ta cười mình
Đi đâu cũng nhớ đến nhau…".
- Hát đêm trăng sáng (i la the be le mi sa):  là những bài hát được các cô gái ngồi dưới đêm trăng nhớ người yêu, họ bài hát này để bộc lộ tâm tình của mình, với những ngôn từ ngụ ý rất khéo léo nhắc nhở bố mẹ rằng: những đêm trăng sáng như vậy hãy để cho con được tự do đi chơi cùng người yêu, bố mẹ không nên canh chừng con quá như vậy…
- Hát mừng nhà mới (í ta khe ẹ): trong các dịp vui như ngày mừng nhà mới của người Si La là những ngày anh em, họ hàng, dân bản tụ họp tại nhà gia chủ để chúc mừng nhà mới. Trong mâm rượu của những người trung tuổi, những người biết hát thường hát với nhau để vừa chúc mừng cho chủ nhà làm được nhà mới và cũng vừa để nhắc nhở nhau trong việc làm nương, làm ruộng…
"Tất cả anh chị em trong bản
Tìm cây, tìm gỗ, tìm gianh rồi
Các anh chị em mình ạ
Làm xong nhà rồi về nhà mới
Mai kia chuẩn bị đi làm
Ngày đi làm đến ngày tháng rồi
Sắp đến ngày đến tháng rồi
Lá vàng héo chuẩn bị làm nương
Cây đào sắp nở hoa rồi
Các cây đã sắp thay lá
Cây quả sắp ra rồi mình phải phát nương
Con chim nó sắp kêu rồi
Chỗ nào không biết làm thì ông bà dạy cho
Ngày nào cũng phải đi làm
Lúc nào cũng phải đi nếu chưa xong
Con cả con thứ không được lười
Bố mẹ con cháu cùng nhau đi
Nếu con không biết bố mẹ đi con phải theo…".
- Hát trong ngày tết (ồ sị gợ i lạ thịa): là những bài hát về việc kết thúc một năm cũ, bước sang năm mới với lời chúc mong muốn những điều tốt đẹp sẽ đến với gia đình, không để xảy ra những điều không may… Những bài hát này thường được người Si La hát vào những ngày tết, khi các con rể đến chúc tết bố mẹ vợ, khi những người anh em, họ hàng và dân bản đến chơi với nhau trong ngày Tết.
"Đến đầu năm mới rồi
Năm mới đã đến rồi
Anh chị em, con cháu
Ngày cũ cũng qua rồi
Bước sang ngày mới rồi
Năm cũ đã qua đi
Bước sang năm mới
Chọn ngày tốt hôm nay
Ngồi mâm không cho lật bàn lật ghế
Không để rung bàn rung ghế
Ăn thịt uống rượu rồi
Ăn thịt không được để nôn
Uống rượu không được để say
Không được đánh cãi chửi nhau
Không được vi phạm những lí lẽ của mình
Không biết thì dạy cho, phải nghe lại…".